# Kolonia Rzeki Oranje
Kolonia Rzeki Oranje (ang. Orange River Colony) – brytyjska kolonia powstała wskutek aneksji w roku 1900, w rezultacie wojen burskich, w roku 1910 przekształcona w jedną z prowincji Związku Południowej Afryki jako Wolne Państwo.

## Gubernatorzy Kolonii Rzeki Oranje
- Alfred Milner, 1. wicehrabia Milner: 1900-1901
- William Palmer (2. hrabia Selborne): 1901-1907
- Hamilton John Goold-Adams: 1905-1807
- Abraham Fischer: 1907-1910